# Neoscona blondeli
Neoscona blondeli là một loài nhện trong họ Araneidae.
Loài này thuộc chi Neoscona. Neoscona blondeli được Eugène Simon miêu tả năm 1886.